# Lily Boeykens
Lily Boeykens (Dendermonde, 21 maart 1930 – Antwerpen, 22 november 2005) was een vooraanstaande Belgische feministe van de tweede feministische golf die ook internationaal actief was. Zij heeft als pionier baanbrekend werk verricht op het vlak van de gelijkberechtiging en emancipatie van de vrouw. Vanaf 1972 en tot 1992 was zij de eerste voorzitster van de Nationale Vrouwenraad en medestichter van het VOK toen ze de eerste Nationale Vrouwendag in België op 11 november 1972 organiseerde. In 1988 werd ze voorzitster van de Internationale Vrouwenraad, een functie die ze twee mandaten lang tot in 1994 zou uitoefenen.

## Biografie
Lily Boeykens was de dochter van August Boeykens (1900-1974) en Maria Vander Cruyssen (1905-1989), beiden afkomstig uit Dendermonde. Haar vader was gevangenisdirecteur in Oudenaarde, Dendermonde, Mechelen, Merksplas en Antwerpen. Hij heeft zijn dochter steeds aangemoedigd en gesteund om universitaire studies aan te vangen. Zoals gebruikelijk in die tijd was het beroep van de vader bepalend in de studiekeuze van de kinderen. In die tijdsgeest is zij rechten gaan studeren, wat nog uitzonderlijk was in de jaren vlak na WOII. Ze behaalde in 1954 een doctorsgraad in de rechten aan de Universiteit Gent.

### Steun van haar man
Lily Boeykens was gehuwd met Constant (Stan) Huygelen, veearts en viroloog. In 1955 volgde zij hem toen hij na zijn studies aan de Universiteit Gent en het Instituut voor Tropische Geneeskunde voor vijf jaar naar Belgisch-Congo en Rwanda vertrok in overheidsdienst. Ze kregen drie kinderen, Kerstin werd geboren in Congo maar in 1960 vluchtte Lily met Kerstin naar België wegens de bloedige opstand aldaar, Stan bleef achter want hij diende zijn burgerdienst, die 5 jaar duurde af te maken. 
Terug in België werkte ze kort als journaliste bij de BRT aan een aantal reportages met onder anderen Lea Martel. Nadien zou ze zich volledig toeleggen op haar engagement als feministe dat gevoed werd door haar vaststelling van de toenmalige uitgesproken ongelijkheid tussen man en vrouw in alle aspecten van het maatschappelijk bestel. Zonder beroepsinkomsten en als onbezoldigd vrijwilligster zou zij, zonder de morele en financiële steun van haar man, haar strijd voor gelijke rechten en emancipatie van vrouwen nooit met zoveel inzet hebben kunnen voeren. De allereerste vrouwendag in België op 11 november 1972 en tal van haar andere activiteiten op dit vlak kon ze organiseren dankzij het mecenaat van haar man.

### Nationale Vrouwenraad
In 1964 sloot ze zich aan bij de toen nog nagenoeg uitsluitend Franstalige Nationale Vrouwenraad en zette zij haar schouders onder de vernederlandsing van deze organisatie. In 1969 zou dit leiden tot tweetaligheid in de algemene vergaderingen van de raad, en in 1974 tot de statutaire oprichting van Nederlandstalige en Franstalige onderafdelingen, respectievelijk De Nationale Vrouwenraad van België en de Conseil National des Femmes Belges. Boeykens werd vanaf 1972 voorzitster van de Nederlandstalige vleugel en bleef die functie met hart en ziel vervullen tot in 1992. De eerste Vrouwendag in België op 11 november 1972, met als genodigden onder andere Simone de Beauvoir en Germaine Greer, kwam er grotendeels op haar initiatief. Boeykens was eveneens medestichtster van verschillende PAG's (Pluralistische Actiegroep Gelijke Kansen voor man en vrouw) en onderhield nauwe contacten met de Dolle Mina-kernen in Vlaanderen. Ook stond ze mee aan de wieg van het Vrouwen Overleg Komitee (VOK).

### Wereldwijd actief
Vanaf begin jaren ’70 had ze uitgebreide contacten met vrouwen en vrouwenbewegingen wereldwijd. Dit resulteerde onder meer in het International Tribunal of Crimes against Women dat in 1976 in Brussel werd georganiseerd. In deze periode raakte ze vanuit verschillende functies ook betrokken bij het emancipatiebeleid van de VN; zo speelde ze een actieve rol bij de invulling van het Internationaal Jaar van de Vrouw (1975) en het Decennium van de vrouw (1976-1985). Haar contacten met de VN, onder andere met de Commissie Status van de Vrouw zouden leiden tot verschillende mandaten bij de VN: 
- Van 1982-1994 was Boeykens stichtend lid en voorzitster van het United Nations Development Fund for Women (UNIFEM)
- Stichtend lid en ondervoorzitster van de Vereniging voor Verenigde Naties in België.
- Vanaf 1995 vertegenwoordigde ze België in de Commissie voor de Status van de Vrouw van de Verenigde Naties.

Ze nam actief deel aan de VN-Wereldvrouwenconferenties in Kopenhagen (1980), Nairobi (1985) en Peking (1995), onder meer als lid van de officiële Belgische delegaties. Van 1988 tot 1994 was ze twee mandaten lang voorzitster van de Internationale Vrouwenraad en vanaf 1999 gedurende twee jaar voorzitster van het Europees Centrum van de Internationale Vrouwenraad of de Europese Vrouwenraad (EVR). Ze onderhield ook contacten met de Commissie Rechten van de Vrouw van het Europees Parlement.
De internationale invalshoek van haar engagement weerspiegelt zich nog steeds in de huidige werking van de Nationale Vrouwenraad.

### Overlijden
Lily Boeykens koos op 22 november 2005 gezond, wilsbekwaam en vroegtijdig zonder enig ziektesymptoom voor euthanasie. In België wettelijk mogelijk vanaf mei 2002 voor wilsbekwame meerderjarigen. Ook in de strijd rond dit maatschappelijk thema had zij zich onder andere als lid van de vzw Recht op Waardig Sterven geuit. Op het ogenblik dat ze in het beginstadium van ouder worden was, werd ze geïnterviewd in het boek "Zoals ik het wil". Ze verantwoordt hierin haar keuze onder andere door te verwijzen naar het recht op zelfbeschikking zoals geformuleerd in de Universele verklaring van de rechten van de mens. 
Zij liet drie kinderen en zes kleinkinderen achter.

## Prijs en erkenning
- In 1995 ontving Boeykens uit handen van Lodewijk De Witte, gouverneur van de provincie Vlaams-Brabant, de Marie Popelin-prijs, de meest prestigieuze prijs binnen de vrouwenbeweging. Het was een beloning voor haar onvermoeibare strijd voor vrouwenrechten, op nationaal en internationaal vlak. In 2004, werd haar de eretitel verleend van Groot-Officier in de Leopoldsorde. Beide gebeurtenissen markeren een schitterende feministische carrière, als vrijwilligster.

- In 2009 gaf de Belgische Post naar aanleiding van de Internationale Vrouwendag als eerbetoon twee postzegels uit met het portret van Boeykens en dat van Marthe Boël.

- De stad Gent vernoemde in 2010 een straat in de nieuwbouwwijk Alsberghe-Van Oost naar haar. Ook in Houthalen-Helchteren is er ondertussen een Lily Boeykenslaan. De gemeente Huldenberg besloot in 2013 om de “Lily Boeykensstraat” in de verkaveling te Priesterdelle op te nemen: zij is 40 jaar inwoonster van deze gemeente geweest.

## Archief
Gedurende haar vele jaren aan het hoofd of als lid van talrijke organisaties en instellingen bouwde Boeykens een groot en verscheiden archief op. In de loop van 2000 werd een eerste deel, hoofdzakelijk over haar nationale activiteiten, overgedragen aan Documentatiecentrum RoSa; in 2003 volgde een tweede, meer internationaal georiënteerd deel. In beide delen gaat het om documenten die zij ontving, gebruikte of maakte, zowel persoonlijk of als voorzitter of lid van een organisatie. Behalve om brieven, folders en brochures, notulen van vergaderingen, statuten, financiële documenten, stukken over de werkzaamheden van de organisaties, bevat het archief uitgebreide dossiers met persknipsels uit voornamelijk Belgische kranten en tijdschriften en dossiers over onderwerpen als vrouwen en ontwikkeling, mensenhandel, vrouwen en politiek, vrede en kinderrechten. In oktober 2004 verscheen bij Documentatiecentrum RoSa het boek "Lily Boeykens, een grenzeloze feministe", grotendeels gebaseerd op informatie uit dit bijzonder rijke privéarchief en verder aangevuld met literatuur en interviews. De nadruk ligt daarbij op de activiteiten van Boeykens in de vrouwenbeweging en haar internationale activiteiten. Via haar verhaal wordt een beeld geschetst van de geschiedenis van de Vlaamse en internationale vrouwenbeweging.
In 2017 werd het archief door RoSa in bewaarneming gegeven aan het Archief- en Onderzoekscentrum voor Vrouwengeschiedenis (AVG-Carhif). Het archief is ter plaatste te raadplegen mits toestemming. Bovendien bewaart het AVG-Carhif Lily Boeykens' persoonlijke archief met betrekking tot haar activiteiten bij de Internationale Vrouwenraad. Het archief bevat onder meer briefwisseling, omzendbrieven, notulen van vergaderingen, alsook dossiers betreffende de organisatie van congressen en studiedagen. Het gaat vergezeld door documentatie, rond thema's die binnen de Internationale Vrouwenraad aan bod kwamen. Daarnaast zijn er ook tijdschriften, foto's en enkele affiches. Mits toestemming is het archief raadpleegbaar.
Een derde deel van haar archief bevindt zich in het Centrum voor Academische en Vrijzinnige Archieven (CAVA).
- International Standard Name Identifier: 0000 0003 9355 1583
- Nederlandse Thesaurus van Auteursnamen: 07363381X
- Virtual International Authority File: 287828892
- WorldCat: E39PBJppBwW8m8K47b433DFMyd